# Gustavo Alatriste
Gustavo Alatriste Rodríguez (25. srpna 1922 Ciudad de México — 22. července 2006 Houston, Texas, Spojené státy) byl mexický filmový producent, scenárista, herec a režisér.

## Osobní život
V letech 1961 až 1967 byl ženatý s herečkou Silvií Pinalovou. Měli spolu dceru, profesí také herečku Viridianu Alatristeovou (1963–1982). Prošel několika dalšími manželstvími, mimo jiné s herečkami Ariadne Welterovou a Soniou Infanteovou, z nichž vzešlo celkem dvacet jedna jeho dětí.
V rané fázi producentské kariéry spolupracoval na Buñuelových snímcích Viridiana (1961), kde se seznámil se Silvií Pinalovou, Andělu zkázy (1962) a Šimonu na poušti (1965). V 80. letech působil ve funkci viceprezidenta mexické filmové asociace CANACINE.
Zemřel 22. července 2006 na zhoubné nádorové onemocnění pankreatu v texaském Houstonu.

## Filmografie

### Producent
- La casa de Bernarda Alba (1980)
- La grilla (1980)
- Hu-man (1976)
- Tecnologías pesqueras (1975)
- Quien resulte responsable (1971)
- La güera Xóchitl (1971)
- Šimon na poušti (1965)
- Anděl zkázy (1962)
- Viridiana (1961)

### Režisér
- La combi asesina (1982)
- Historia de una mujer escandalosa (1982)
- Toña, nacida virgen (Del oficio) (1982)
- Aquel famoso Remington (1981)
- La casa de Bernarda Alba (1980)
- La grilla (1979)
- En la cuerda del hambre (1978)
- México, México, ra, ra, ra (1975)
- Las tecnologías pesqueras (1975)
- Los privilegiados (1973)
- Entre violetas (1973)
- Victorino (Las calles no se siembran) (1973)
- Human (1971)
- Q.R.R (Quien resulte responsable) (1970)
- Los adelantados (Citintabchén)

### Herec
- Historia de una mujer escandalosa (1982)
- Aquel famoso Remington (1981)
- Victorino (Las calles no se siembran) (1973)

### Scenárista
- Aquel famoso Remington (1981)